# Enrico Magrelli
Enrico Magrelli (Cascia, 7 gennaio 1953) è un giornalista, critico cinematografico, autore televisivo e radiofonico italiano.

## Biografia
Dopo la laurea in filosofia con una tesi di estetica sul nuovo cinema hollywoodiano degli anni settanta, è autore e curatore di monografie e saggi sul cinema come Roman Polański (Il Formichiere, 1979), Il cinema delle repubbliche asiatiche sovietiche (Marsilio, 1986) e Robert Altman (Il Castoro, 1993). Negli anni ottanta è collaboratore de L'Espresso e Panorama; negli anni novanta è il critico cinematografico dei quotidiani del gruppo editoriale L'Espresso. Collabora inoltre con le riviste specializzate Filmcritica, Bianco e Nero, Cinema & Cinema, Cineforum, la Rivista del cinematografo e FilmTV.
Dal 1979 collabora con la Mostra internazionale d'arte cinematografica di Venezia nello staff di Carlo Lizzani, come direttore della Settimana internazionale della critica, come consulente di Guglielmo Biraghi e come selezionatore.
Come autore televisivo ha curato, fra gli altri programmi, Domenica in, il Festival di Sanremo e il contenitore estivo Gelato al limone. Come conduttore ha partecipato al varietà di Rai 3 Diritto di replica.
Dal 1994 è uno degli autori e conduttori del programma radiofonico Hollywood Party.
Dal 2009 al 2012 è il conservatore della Cineteca Nazionale.

## Opere
- Enrico Magrelli, Con Pier Paolo Pasolini, Roma, Bulzoni, 1977.
- Enrico Magrelli, Roman Polański, Il formichiere, 1979.
- Enrico Magrelli (a cura di), Hollywood Party, Roma, Bulzoni, 1979.
- Adriano Aprà, Enrico Magrelli e Patrizia Pistagnesi (a cura di), Gli anni Ottanta del cinema, La Biennale, 1980.
- Adriano Aprà, Enrico Magrelli e Patrizia Pistagnesi (a cura di), Il cinema di Kenji Mizoguchi, La Biennale, 1980.
- Enrico Magrelli ed Enrico Ghezzi (a cura di), Vienna-Berlino-Hollywood - Il cinema della grande emigrazione, La Biennale, 1981.
- Enrico Magrelli ed Emanuela Martini (a cura di), Il rito, la rivolta - Il cinema di Nagisa Ōshima, Di Giacomo, 1984.
- Enrico Magrelli, Il contrasto, il ritmo, l'armonia - Il cinema di Satyajit Ray, Di Giacomo, 1985.
- Enrico Magrelli (a cura di), Sull'industria cinematografica italiana, Marsilio, 1986.
- Memmo Giovannini, Enrico Magrelli e Mario Sesti, Nanni Moretti, Napoli, Edizioni Scientifiche Italiane, 1986.
- Michael Conway, Enrico Magrelli e Mark Ricci, Marilyn Monroe, Marsilio, 1986.
- Enrico Magrelli, Il cinema delle repubbliche asiatiche sovietiche, Marsilio, 1986.
- Giovanni Spagnoletti e Enrico Magrelli, Tutti i film di Fassbinder, Ubulibri, 1989.
- Enrico Magrelli, Robert Altman, Il Castoro, 1993.
- Enrico Magrelli, Toni Servillo - L'attore in più, Salento Books, 2011.
- Enrico Magrelli, Sergio Castellitto - Senza arte né parte, Rubbettino, 2012.
- Enrico Magrelli, Carlo Verdone - L'insostenibile leggerezza della malinconia, Controluce (Nardò), 2015.

## Filmografia

### Attore
- I grandi registi: Dario Argento, regia di Valerio Caprara e Ilaria de Laurentiis - documentario (1990)
- Bidoni, regia di Felice Farina (1995)
- Viaggio in corso nel cinema di Carlo Lizzani, regia di Francesca Del Sette - documentario (2007)
- Appunti per un viaggio alle radici dell'emigrazione vista al cinema..., regia di Rocco Giurato - documentario (2010)
- Diversamente giovane, regia di Marco Spagnoli - documentario (2011)
- Giuliano Montaldo - Quattro volte vent'anni, regia di Marco Spagnoli - documentario (2012)